# عبد الله الزوري
عبد الله الزوري لاعب كرة قدم سعودي.

## مسيرة اللاعب
لعب سابقاً لصالح نادي النهضة في الفئات السنية ونادي الهلال ومثل المنتخب السعودي في مناسبات عديده منها كأس آسيا عام 2011 وعام 2015 وانتقل إلى نادي الوحدة عام 2018 وانتقل إلى نادي الشباب مطلع عام 2020 و انتقل إلى نادي أبها مطلع عام 2022، وانتقل إلى نادي أبها في 29 يناير 2022. و لعب بعدها في نادي القادسية.

## روابط خارجية
- عبد الله الزوري على موقع قاعدة بيانات كرة القدم.إي يو (الإنجليزية)
- عبد الله الزوري على موقع ناشيونال فوتبول تيمز (الإنجليزية)
- عبد الله الزوري على موقع Soccerway.com (الإنجليزية)